# Station Rzozów
Station Rzozów is een spoorwegstation in de Poolse plaats Rzozów.